# カリソケ研究センター
カリソケ研究センター（Karisoke Research Center カリソケけんきゅうセンター）は、絶滅危惧種のマウンテンゴリラを研究する私設の研究所。ダイアン・フォッシーが代表を務め1967年9月24日に設立した当時の所在地は、ルワンダの火山国立公園であった。調査地は同国最高峰カリシンビ山からその北東のビソケ山 Mount Bisoke にわたる地域（ヴィルンガの火山帯）で、施設名はそれら2つの山の名前をつづり合わせて命名された。

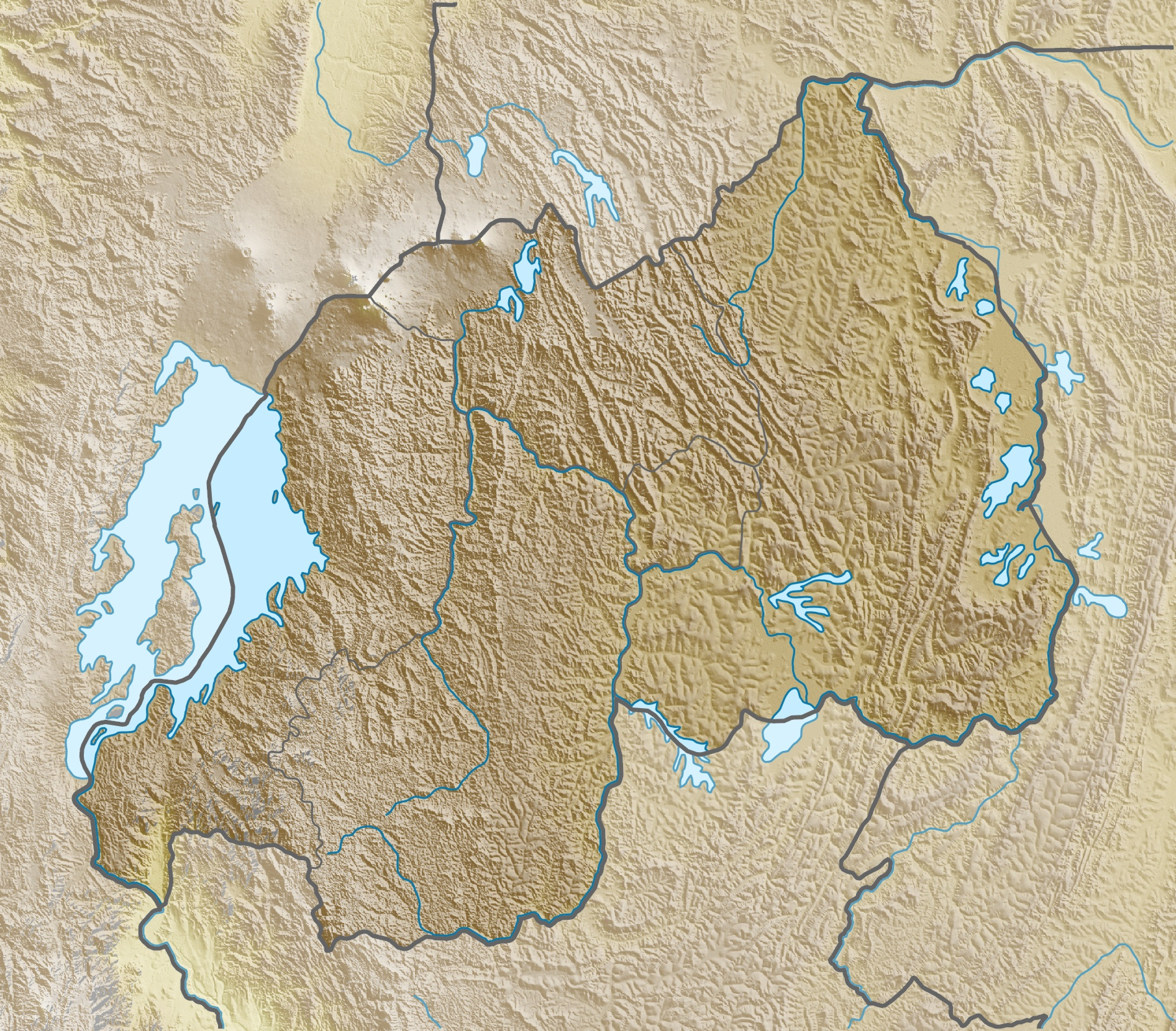
ルワンダの地図。1990年代末まで研究センターはの地点にあった。

フォッシーが1985年12月に殺害されるとキャンプ運営にダイアン・フォッシー国際ゴリラ基金（英: Dian Fossey Gorilla Fund International、旧称 Digit Fund）があたり調査研究を続ける。ルワンダ内戦をはさんだ2012年には、本拠地を森林地帯からルワンダ北部の集積地ムサンツェ（旧ルヘンゲリ）に移転、施設の近代化を図った。フォッシーが建てた研究所跡は植物が生い茂った廃墟となり、マウンテンゴリラ研究に専念する最初のキャンプ（野営地）というフォッシーの記念碑、作品として記憶される。

## 沿革
当センター開設の動機には指導教授のルイス・リーキー博士の警告によりフォッシーが抱いた危惧があり、マウンテンゴリラの絶滅が20世紀の終わり以前に迫る可能性が懸念された。生息数400以上500個体（1960年推計）は20年後の1981年の調査で242個体に減少に縮小している。1985年に没したフォッシーがリーキーの話を聞いてから45年を経た2010年現在、ヴィルンガ山地に生息するマウンテンゴリラはおよそ480頭という記録がある。当センターはルワンダ内戦や政情不安を経験しながら活動を拡大してきた。

### ルワンダ虐殺
ルワンダ大量虐殺と内戦の期間、施設は閉鎖されている。現地の職員の大部分は避難し、あるいは国境を越えて難民となりコンゴ民主共和国（旧ザイール）に逃れた。委託を受けてゴリラを探索してきた「トラッカー」と呼ばれる人々はほとんどが家を追われ財産を失い、中には目の前で家族が殺害された人や、避難先から帰国後に投獄された人もいた。ルワンダ人職員は混乱の時期も機会をとらえ、ゴリラの監視を続けた。内戦中、ゴリラを食肉にしようと密猟者が罠を大幅に増やしても、ゴリラは良好な状態で生き残った。
1998年までに当センター駐在員は5回避難し、施設の破壊は3回、再建は2回、最終的に本拠地は人の集まるムサンツェに移転する。困難の中も地域の自治体や他の自然保護団体との提携関係を増やし、新技術を取り入れて科学研究の能力向上を続けた。

### 現状
ヴィルンガ山系に生息するマウンテンゴリラは当センターの積極的な保護策を受け、類人猿種としてここ数十年で唯一、数を増やした。
研究と保護の実践は広い範囲にわたり、ゴリラを対象とした毎日の観察、科学研究課題との取り組みに加え、地域住民に向けた教育イニシアチブ、さらに周辺コミュニティの健全性の維持と開発事業にも取り組む。マウンテンゴリラとその生息地に関する情報は1967年設立から比肩のない量に蓄積し、世界の科学者や研究者をひきつけてきた。

### 地域コミュニティとの関係
当センターはゴリラと地理的に近い地域住民の雇用の場として社会経済的な価値が高く、就業者は100人超で大多数はルワンダ国籍である。その過半数はセンター本来の活動を支え、ゴリラの研究、保護、監視が担当業務である。他の職種には研究職の支援として生物多様性と社会経済の課題があり、加えて周辺地域の教育や健康および施設管理をおこなう。
上位機関のダイアン・フォッシー国際ゴリラ基金は、当センターの活動の柱に地域社会への貢献すなわち教育や健康管理、経済開発をあげる。環境保護教育を主題とするプログラムは、対象を地域社会の小中学生から大人までに広げ、さまざまなメディアを活用して取り組む。同基金は火山国立公園に近い学校や診療所を改修してきた。また人間からゴリラへの病気の感染を減らす目的に添い、きれいな飲料水の確保、寄生虫症の予防と治療プログラムを支え、地域社会の生活の質を向上させようとしている。
アメリカのテレビ番組司会者で社会活動家のエレン・デジェネレスの寄付により、同基金の恒久的な活動拠点（キャンパス）をルワンダに建設する計画がある。同キャンパスはマウンテンゴリラの保護を支える科学者が使えるように設計し、キャンプとは異なり常設の予定である。

### 注
1. ↑  現場職員の一覧。
  - Escobar Binyinyi[6]（コンゴ民主共和国）
  - Winnie Eckardt, Ph.D.[7]（ルワンダ）
  - Ildephonse Munyarugero[8]（ルワンダ）
  - Jean Paul Hirwa, MSc[9]（ルワンダ）
  - Jean Pierre "Samedi" Mucyo[10]（ルワンダ）
  - Ivan Amanigaruhanga, MSc[11]（ルワンダ）
  - Deogratias Tuyisingize, MSc[12]（ルワンダ）
  - Veronica Vecellio, MSc[13]（ルワンダ）

## 関連文献
- Martha M. Robbins; Pascale Sicotte; Kelly J. Stewart (2001). Mountain Gorillas: Three Decades of Research at Karisoke. Cambridge University Press. ISBN 0-521-78004-7
- 『サンデー毎日』第59巻第36号（通号3255）、1980年8月3日号。国立国会図書館限定。
  - 「デビッド･クンの『世界の難民ゾーンをゆく』(4)」、p.146-150 (コマ番号0074.jp2-)
  - 「アフリカ『美人とゴリラとコーヒーの国』ルワンダ」、p.151-155 (コマ番号0076.jp2-)
- 「パリ発 歴史... on the World--『特殊教育』の在り方をめぐって "共生の時代"予感できましたか? 受難続くルワンダのゴリラ」『世界』第596号、岩波書店、1994年6月、p.226-231 (コマ番号0115.jp2-)、国立国会図書館限定。
- 大津司郎「グラビア マウンテンゴリラ・イン・ルワンダ」『Africa = アフリカ』第37巻第12号（通号432）、アフリカ協会（編）、1997年12月、p.20 (コマ番号0012.jp2)。全国書誌番号 00006750、DOI 10.11501/6049585、ISSN 0288-0423。国立国会図書館内/図書館送信。
- 放送大学学園（制作）『Human 人間・その起源を探る : ゴリラの社会-ルワンダ・コンゴ民主共和国』（放送大学ビデオ教材）、放送大学教育振興会〈Maruzen audiovisual library〉、2000年。ビデオカセット1巻 (45分) : VHS。
- 下村靖樹「ルワンダ "大虐殺の地"に用心棒同行でマウンテンゴリラに会う」『サピオ』第14巻第6号（通号 291）、小学館、2002年3月、p.13-15。シリーズ名〈SIMULATION REPORT マフィアの巣窟、内戦、経済崩壊、犯罪……地球の上にはこんな怖い地帯がある 世界地獄旅行案内〉。掲載誌別題『Sapio』。
- 下村靖樹「カラーページ マウンテンゴリラの森に行く--ルワンダ共和国」『金曜日』第11巻第9号（通号460）、東京 : 金曜日、2003年3月、p.42-45。
- クリス・ストリンガー、ピーター・アンドリュース「ルワンダ」『人類進化大全 : 進化の実像と発掘・分析のすべて』馬場悠男、道方しのぶ（訳）、悠書館、2012年（改訂普及版）、p.59。
- 水口章「2003年度 第1回環境セミナー 紛争と環境」『環境情報研究』ISSN 0919-729X、敬愛大学・千葉敬愛短期大学、2004年4月、第12号、p.123-127、NAID 110004692251。